# Crocidura beccarii
Crocidura beccarii — вид ссавців родини Сорикові. Він живе в горах Барісан на Суматрі. Цей вид віддає перевагу гірським і підгірним тропічним лісам. Невідомо, чи може він адаптуватися до порушених середовищ існування.